# Tiberio Julio Eupator
Tiberio Julio Eupator (griego antiguo: Τιβέριος Ἰούλιος Ευπάτωρ) fue un rey del Bósforo que reinó aproximadamente de 154 a 171.

## Origen
Eupator es posiblemente hijo de Cotis II y hermano de su predecesor Roemetalces más bien que su hilo mayor. Bajo el reinado de su hermano Roemetalces, el emperador Antonino Pío tuvo que intervenir a favor de este último contra las pretensiones de Eupator.

## Reinado
Eupator es contemporáneo de los emperadores Antonino Pío, Marco Aurelio y Lucio Vero; es calificado como sus predecesores de « Φιλόκαισαρ Φιλορώμαίος Eυσεbής » (Philocaesar Philoromaios Eusebes, i.e. « amigo de César, de los romanos, piadoso ») en dos inscripciones :
- la primera evoca el recuerdo de un objeto dedicado a Apolo por un cierto Antímaco, hijo de Cariton;
- la segunda está consagrada en la sinagoga de Panticapeo.

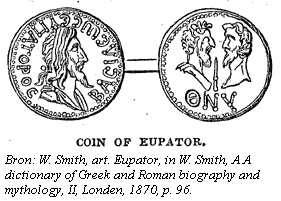
Moneda del rey Eupator con los coemperadores romanos Marco Aurelio y Lucio Vero.

Las monedas de Eupator llevan la leyenda « ΒΑΣΙΛΕΩΣ ΕΥΠΑΤΟΡΟΣ »; representan en el anverso al rey barbado con una diadema, mirando a la derecha, vestido con una clámide fijada al hombro por un broche redondo, y al dorso, se ve una cabeza laureada de Antonino igualmente a orientada a la derecha, o las laureadas de los coemperadores Marco Aurelio y Lucio Vero cara a cara.
Eupator es evocado igualmente en la obra de Luciano de Samosata: « Allí, me encontré con embajadores bosforianos que navegaban por esos parajes con el fin de llevar hasta Bitinia el tributo anual pagado por Eupator, su dinasta ».